# Svetruck
Svetruck Aktiebolag är ett svenskt verkstadsindustriföretag som tillverkar truckar samt timmer- och containerhanterare. Företagets säte finns i Ljungby, men kontor finns även i Tyskland, Belgien och USA.

## Historia
År 1960 grundade bröderna Rune och Holger Andersson Br. Anderssons Mek. Verkstad på föräldragården Bäck utanför Ljungby och levererade samma år sin första gaffeltruck. 1966 öppnades en fabrik i Ljungby, och samma år ändrades namnet till Ljungbytruck. 1975 såldes företaget till Kalmar Verkstad (nuvarande Kalmar Industries), varefter det slogs ihop med Lidhults Mekaniska Verkstad och bildade Kalmar LMV.
Holger Andersson och den yngre brodern Sture Andersson grundade 1977 ett nytt företag för tillverkning av truckar i Ljungby, med namnet Svetruck.

## Galleri

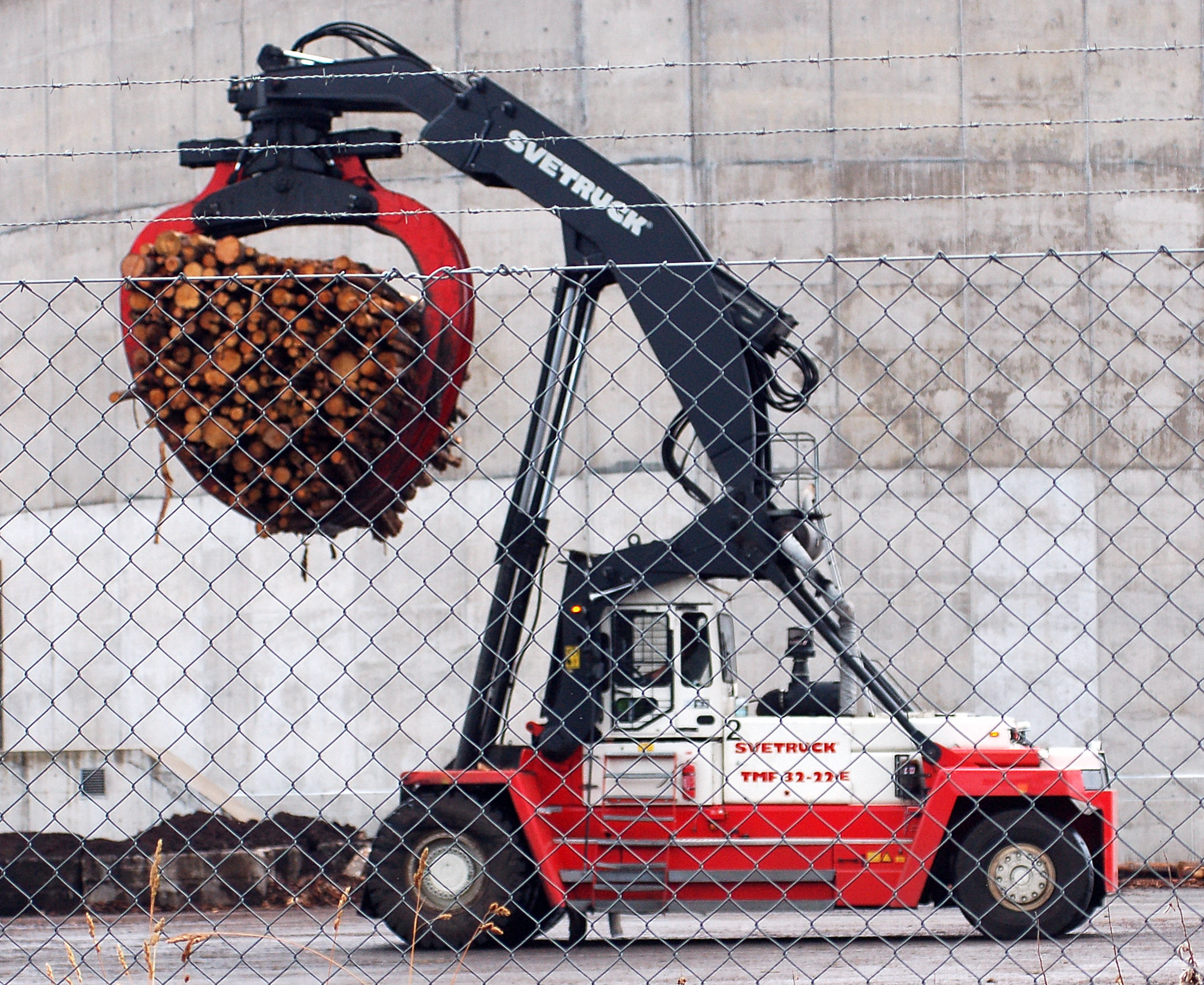
En Svetruck TMF 32/22 vid Skoghalls bruk i Värmland.
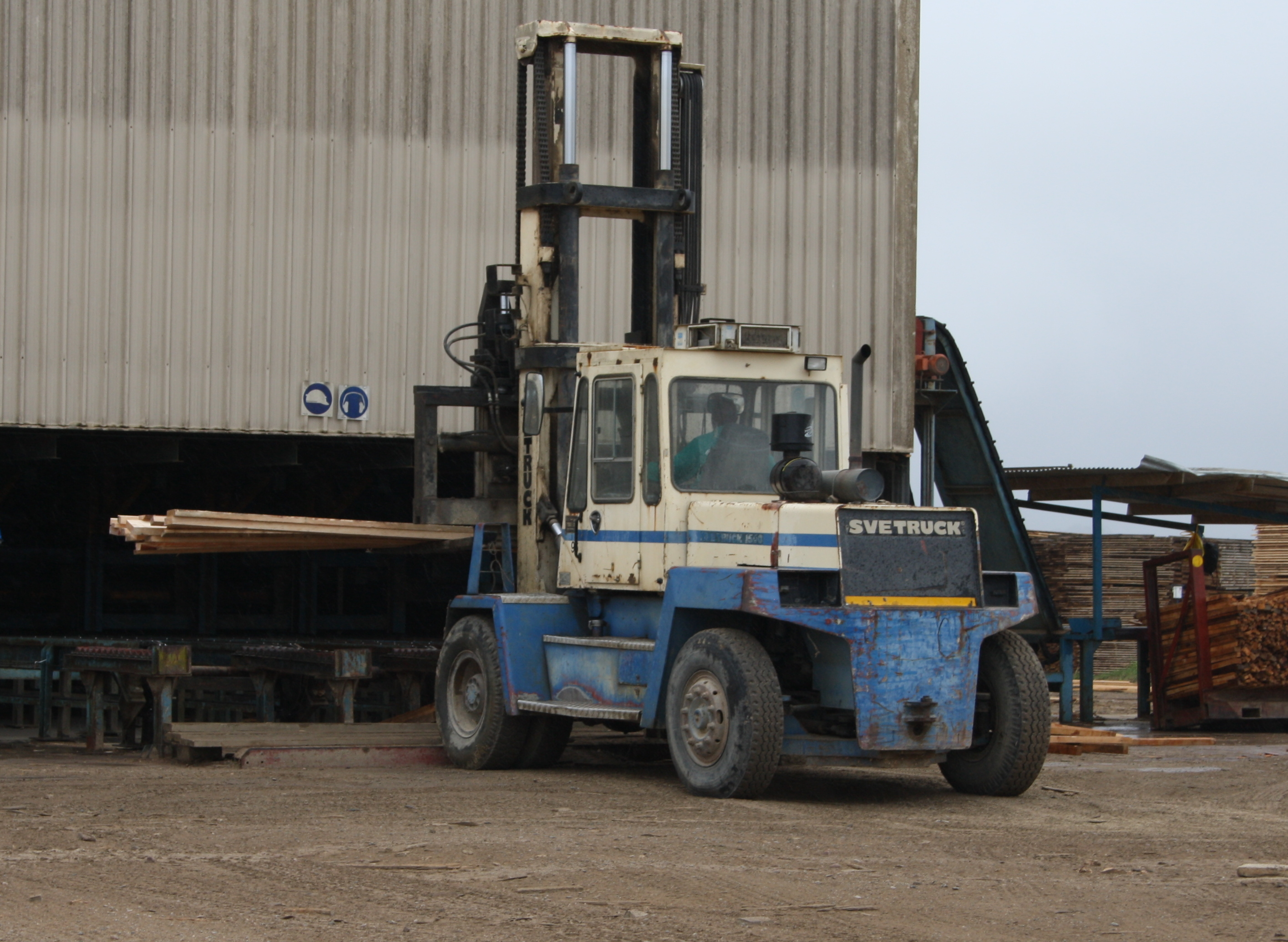
En Svetruck 1560 15T som transporterar plankor vid ett sågverk.
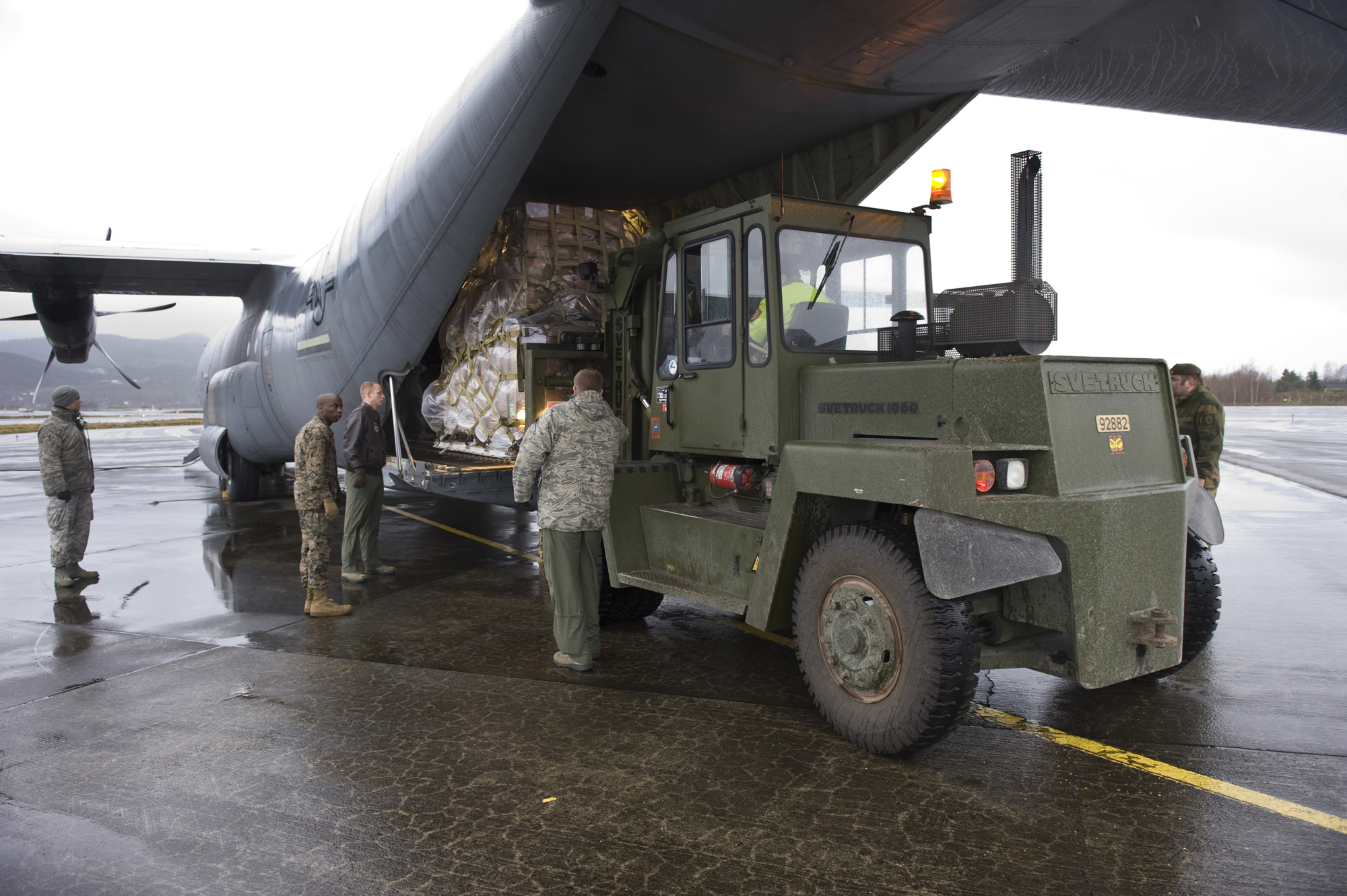
En Svetruck från Norges försvarsmakt som hjälper till att lasta en C-130J Super Hercules från USA:s marinkår.